# Рибольеда, Давид
Давид Рибольеда Бернат (кат. David Ribolleda Bernat; 13 февраля 1985) — андоррский футболист, защитник. Выступал за клубы «Андорра», «Санта-Колома» и «Энкам».
Выступал за юношеские сборные Андорры до 17 и до 19 лет, а также за молодёжную сборную до 21 года. С 2003 года по 2012 год являлся игроком национальной сборной Андорры, за которую провёл 4 матча.

## Биография

### Клубная карьера
С 2004 года по 2009 год являлся игроком клуба «Андорра» из столицы одноимённого княжества, который выступал в низших лигах Испании.
В 2009 году перешёл в «Санта-Колому». Вместе с командой становился чемпионом и обладателем Кубка Андорры. В еврокубках Давид провёл 7 игр. В сезоне 2013/14 являлся капитаном команды.
В сезоне 2014/15 выступал в Примера Дивизио за команду «Энкам» и сыграл в 9 играх. С 2015 года Рибольеда является игроком мини-футбольного клуба «Энкам».

### Карьера в сборной
Выступал за юношескую сборную Андорры до 17 лет и провёл 5 матчей в турнирах УЕФА. За сборную до 19 лет сыграл 8 игр. В 2006 году провёл 2 поединка за молодёжную сборную Андорры до 21 года.
13 июня 2003 года дебютировал в национальной сборной Андорры в товарищеской игре против Габона. Главный тренер Давид Родриго выпустил да Рибольеду в конце матча на 90 минуте вместо Роберто Хонаса. Встреча закончилась поражением андоррцев со счётом (0:2). В следующем году он сыграл в товарищеском поединке против Испании (0:4).
Вновь в сборной, Рибольеда сыграл в 2010 году в товарищеском матче против Албании (0:1). 30 мая 2012 года участвовал в товарищеской игре с Азербайджаном. Поединок закончился ничьей (0:0) и стал для сборной Андорры первым за пять лет удачно сыгранным матчем.
Всего за сборную Андорры провёл 4 матча.

## Достижения
- Чемпион Андорры (3): 2009/10, 2010/11, 2013/14
- Серебряный призёр чемпионата Андорры (2): 2011/12, 2012/13
- Обладатель Кубка Андорры (1): 2012